# Rumänische Badmintonmeisterschaft 2022/23
Die Rumänische Badmintonmeisterschaft der Saison 2022/23 fand vom 25. bis zum 27. November 2022 in Timișoara statt.

## Medaillengewinner
| Disziplin    | Gold                                           | Silber                                                  | Bronze                                       |
| ------------ | ---------------------------------------------- | ------------------------------------------------------- | -------------------------------------------- |
| Herreneinzel | Collins-Valentine Filimon                      | Calin-Tudor Turcu                                       | Robert-Mihnea Craciun                        |
| Herreneinzel | Collins-Valentine Filimon                      | Calin-Tudor Turcu                                       | Paul-Cristian Harangus                       |
| Dameneinzel  | Laura-Mihaela Constantin                       | Anamaria Serban                                         | Ioana-Alexandra Grecea                       |
| Dameneinzel  | Laura-Mihaela Constantin                       | Anamaria Serban                                         | Andra-Gabriela Stoica                        |
| Herrendoppel | Robert Ciobotaru Daniel-Nicolae Cojocaru       | Vitalie Izbas Vladimir Leadavschi                       | Petru Comaneanu Mihai-Daniel Grosu           |
| Herrendoppel | Robert Ciobotaru Daniel-Nicolae Cojocaru       | Vitalie Izbas Vladimir Leadavschi                       | Robert-Mihnea Craciun Daniel Popescu         |
| Damendoppel  | Ioana-Alexandra Grecea Anamaria Serban         | Florentina-Cristina Constantinescu Maria-Alexandra Dutu | Denisa-Andreea Stemate Andra-Gabriela Stoica |
| Damendoppel  | Ioana-Alexandra Grecea Anamaria Serban         | Florentina-Cristina Constantinescu Maria-Alexandra Dutu | Loredana-Elena Lungu Maria-Luiza Milu        |
| Mixed        | Collins-Valentine Filimon Maria-Alexandra Dutu | Daniel Popescu Loredana-Elena Lungu                     | Robert-Mihnea Craciun Maria-Luiza Milu       |
| Mixed        | Collins-Valentine Filimon Maria-Alexandra Dutu | Daniel Popescu Loredana-Elena Lungu                     | Dinu-Nicholas Pandele Andra-Gabriela Stoica  |